# Temporada 1985 de Fórmula 2 Codasur
La temporada 1985 de Fórmula 2 Codasur fue la tercera temporada de este campeonato.

## Calendario
| Fecha | Carrera | Autódromo         | Piloto ganador      | Coche ganador           |
| ----- | ------- | ----------------- | ------------------- | ----------------------- |
| 10/03 | 1       | Punta del Este I  | Guillermo Maldonado | Berta Volkswagen        |
| 31/03 | 2       | Tarumã            | Guillermo Maldonado | Berta Volkswagen        |
| 19/05 | 3       | Salta             | Guillermo Maldonado | Berta Volkswagen        |
| 26/05 | 4       | Rafaela           | Guillermo Kissling  | Berta Renault           |
| 14/07 | 5       | Brasília          | Guillermo Maldonado | Berta Volkswagen        |
| 21/07 | 6       | Goiânia           | Guillermo Maldonado | Berta Volkswagen        |
| 08/09 | 7       | Buenos Aires      | Gustavo Sommi       | Berta Renault           |
| 20/10 | 8       | San Juan          | Guillermo Kissling  | Berta Renault           |
| 27/10 | 9       | Alta Gracia       | Alberto Scarazzini  | Berta Volkswagen        |
| 17/11 | 10      | Guaporé           | Leonel Friedrich    | Berta Volkswagen Passat |
| 08/12 | 11      | Punta del Este II | Guillermo Kissling  | Berta Renault           |
| 15/12 | 12      | Mar del Plata     | Nestor Gurini       | Berta Renault           |

## Pilotos
| N°   | Piloto                                     | Automóvil                  | Sponsor                                                           |
| ---- | ------------------------------------------ | -------------------------- | ----------------------------------------------------------------- |
| 1    | Guillermo Maldonado                        | Berta Volkswagen 1500      | Cigarrillos 43/70 - Yomel - Alba                                  |
| 2    | Alberto Carmelo Scarazzini                 | Berta Volkswagen 1500      | Cigarrillos 43/70 - Yomel                                         |
| 3    | Leonel Friedrich                           | Muffatão Volkswagen Passat | Ipiranga GP Super                                                 |
| 4/28 | Anor Friedrich                             | Muffatão Volkswagen Passat | Ipiranga GP Super                                                 |
| 5    | Luis Ruben di Palma                        | Berta Volkswagen 1500      | Cigarrillos 43/70                                                 |
| 7    | Cezar Pegoraro                             | Muffatão Volkswagen Passat | Grendene - Taurus                                                 |
| 8    | Pedro Bartelle Grandene                    | Muffatão Volkswagen Passat | Grendene - Taurus                                                 |
| 9    | Gustavo Der Ohanessian                     | Berta Volkswagen 1500      | Fujicolor                                                         |
| 11   | Josué de Mello Pimenta                     | Muffatão Volkswagen Passat | Mobil - Dimep - Giustino - Octaplan                               |
| 12   | Francisco Feoli                            | Berta Volkswagen Passat    | Kodak - Gradiente                                                 |
| 14   | Gustavo Ruben Sommi                        | Berta Renault 18           | Cerámicas Zanon - Italpark - Aliscafos Belt - Agip                |
| 15   | José Pedro Passadore                       | Berta Renault 18           | Cerámicas Zanon - Aliscafos Belt - Pluna - Shell - Turbodisel     |
| 16   | Marcos Troncón                             | Heve Volkswagen Passat     | Ellus - Seven Boys                                                |
| 18   | Nestor Gurini                              | Berta Renault 18           | Cigarrillos 43/70 - Alba                                          |
| 19   | René Osvaldo Zanatta                       | Berta Renault 18           | Seiko                                                             |
| 20   | Pedro Muffato                              | Muffatão Volkswagen Passat | Café Presidente - Vera Cruz Aseguradora - TV Tarobá               |
| 22   | Guillermo Kissling                         | Berta Renault 18           | Cerámicas Zanon - Bardahl                                         |
| 23   | Ernesto Henry Jochamowitz Endesby Martinez | Berta Renault 18           | Italpark                                                          |
| 25   | Darcio dos Santos                          | Muffatão Volkswagen Passat | Ellus                                                             |
| 28   | Luiz Alberto De Castro                     | Muffatão Volkswagen Passat |                                                                   |
| 29   | José Pedro Chateaubriand                   | Muffatão Volkswagen Passat |                                                                   |
| 30   | Fernando Javier Croceri                    | Berta Volkswagen 1500      | Maderera Córdoba - Video Costa                                    |
| 31   | Eliseo Salazar                             | Berta Volkswagen 1500      | Ellus - Golden Cross                                              |
| 34   | Juan Carlos Giacchino                      | Berta Renault 18           | Fujifilm                                                          |
| 35   | Ricardo Leopoldo Risatti                   | Berta Renault 18           |                                                                   |
| 38   | Roberto Julio Urretavizcaya                | Berta Volkswagen 1500      | UFO                                                               |
| 39   | Luis Pescador                              | Berta Volkswagen 1500      |                                                                   |
| 42   | Osvaldo Abel López                         | Berta Volkswagen 1500      | Casuals - Marshall - BRD                                          |
| 43   | Daniel Cingolani                           | Berta Ford Sierra          |                                                                   |
| 46   | Miguel Ángel Guerra                        | Berta Renault 18           | UFO - Poxipol - Comercio Exterior Vasquez Verdler s.a. - El Congo |
| 47   | Norberto Picetti                           | Berta Renault 18           | Varta - Poxipol - Osram                                           |
| 50   | Jorge Turrión                              | Berta Volkswagen 1500      |                                                                   |
| 51   | Eduardo Grinovero                          | Berta Volkswagen 1500      | Bernardin - Mmarby                                                |
| 54   | Enrique Benamo                             | Berta Renault 18           | Orient                                                            |
| 55   | Daniel Keegan                              | Berta Volkswagen 1500      |                                                                   |
| 58   | Rafael Antonio Verna                       | Berta Volkswagen 1500      |                                                                   |
| 60   | Victor Romagnoli                           | Berta Renault 18           | Agfacolor - Guaraú - Delfabro Amortiguadores                      |
| 66   | Victor Marrese                             | Muffatão Volkswagen Passat | Banco Safra                                                       |
| 89   | Miguel Ángel Etchegaray                    | Berta Renault 18           | Newport                                                           |
| 23   | Juan Cochesa                               | Berta Renault 18           |                                                                   |

(N°2)Alessandro Giuseppe Caffi  Berta Volkswagen 1500,(N°3)Leonel Friedrich  Berta Volkswagen Passat, (N°6)Guillermo Kissling  Berta Renault 18,(N.°10) Luis Antonio De Castro  Muffatao Volkswagen Passat, (N.°19) Maria Cristina Rosito  Berta Renault 18, (N.°23) Jorge Javier Augusto Germán Koechlin Von Stein  Berta Renault 18,(N.°23) Juan Cochesa  Berta Renault 18,(N.°23)Lucio Eduardo D´Andrea  Berta Renault 18,(N°24)Eliseo Salazar Valenzuela  Muffatao Volkswagen Passat, (N°31)Egon Einoder  Berta Volkswagen 1500, (N°31)Enrique Benamo  Berta Volkswagen 1500, (N°36)Néstor Gabriel Furlan  Crespi Volkswagen 1500,(N°45)Daniel (Danny) Candia  Berta Renault 18, (N°48)Aroldo Bauermann  Muffatao Volkswagen Passat, (N°51)Eduardo Grinovero  Berta Renault 18, (N°56)Carlos Buffa  Buffa Renault y (N°89)Jorge Turrion  Berta Volkswagen 1500.

## Campeonato de pilotos
| Pos. | Piloto                     | PDE | TAR | SAL | RAF | BRA | GOI | BUE | SJU | AGR | GUA | PDE | MDP | Pts |
| ---- | -------------------------- | --- | --- | --- | --- | --- | --- | --- | --- | --- | --- | --- | --- | --- |
| 1    | Guillermo Maldonado        | 1   | 1   | 1   | 18  | 1   | 1   | 8   | 18  | 2   | 2   | Ret | 2   | 63  |
| 2    | Guillermo Kissling         | 5   | 5   | 5   | 1   | 2   | Ret | Ret | 1   | 6   | 3   | 1   | 10  | 44  |
| 3    | Gustavo Sommi              | 4   | 6   | 2   | 2   | 3   | Ret | 1   | 3   | 3   | Ret | 2   | Ret | 43  |
| 4    | Miguel Ángel Guerra        | Ret | 3   | 15  | 15  | 6   | 5   | 3   | 4   | Ret | Ret | 3   | 3   | 22  |
| 5    | Fernando Croceri           | 3   | 9   | Ret | 3   | 5   | 3   | 4   | 7   | 4   | Ret | 5   | Ret | 22  |
| 6    | Alberto Scarazzini         | 8   | Ret | Ret | Ret | 4   | 15  | 2   | 13  | 1   | 4   | Ret | 7   | 21  |
| 7    | Leonel Friedrich           | Ret | 2   | 6   | 7   | Ret | Ret | Ret | 8   | Ret | 1   | Ret | Ret | 16  |
| 8    | José Pedro Passadore       | 2   | Ret | 3   | 5   | Ret | 7   | Ret | 6   | Ret | 15  | Ret | 6   | 14  |
| 9    | Juan Carlos Giacchino      |     | Ret | 4   | 10  | 10  | Ret | 5   | 2   | 11  | 5   | Ret | Ret | 13  |
| 10   | Cézar Pegoraro             |     | 4   | Ret | Ret | 15  | 4   | 6   |     | 8   | 7   | 4   | Ret | 10  |
| 11   | Nestor Gurini              | 11  | 11  | 8   | 16  | Ret | 9   | Ret | 16  | 7   | 8   | 10  | 1   | 9   |
| 12   | Marcos Troncon             | 13  |     |     |     |     | 2   | Ret | 14  | Ret | Ret | Ret | 5   | 8   |
| 13   | Eliseo Salazar             |     |     | Ret | 4   | 13  |     | 9   | 10  | Ret |     | Ret |     | 3   |
| 14   | Enrique Benamo             | 7   |     | Ret |     |     |     | DNS | 9   | Ret |     |     | 4   | 3   |
| 15   | Ernesto "Neto" Jochamowitz |     |     |     |     |     |     |     | 5   | Ret |     | Ret |     | 2   |
| 16   | Victor Romagnoli           |     |     |     | Ret | 12  | Ret | Ret | Ret | 5   | 13  | 12  | 9   | 2   |
| 17   | Ricardo Rissatti           | 6   | 14  |     | Ret |     | 13  |     |     | Ret |     | Ret | Ret | 1   |
| 18   | Roberto Urretavizcaya      | Ret | Ret | 7   | 6   |     |     |     |     |     |     |     |     | 1   |
| 19   | Juan Cochesa               |     |     |     |     | 11  | 6   |     |     |     |     |     |     | 1   |
| 20   | Victor Marrese             |     | Ret | 14  | 11  | 8   | Ret | DNS |     |     | 6   | Ret | 11  | 1   |
| 21   | Pedro Muffato              | Ret | 7   | 9   | 19  | 9   | 11  | 10  | 11  | 9   | Ret | 6   | Ret | 1   |
| 22   | Norberto Picetti           |     | 13  | 12  | DNS | 7   |     | Ret | Ret | 10  |     | 8   |     | 0   |
| 23   | Rafael Verna               |     |     | Ret | Ret |     | Ret | Ret | 17  | Ret | 12  | 7   | 8   | 0   |
| 24   | Jorge Koechlin             |     |     |     |     |     |     | 7   |     |     |     |     |     | 0   |
| 25   | Pedro Bartelle             | Ret | 8   | 13  | 13  | 16  | 8   |     | Ret |     | 9   | Ret | Ret | 0   |
| 26   | René Osvaldo Zanatta       |     |     |     | 8   |     |     | Ret |     |     |     |     |     | 0   |
| 27   | Osváldo "Cocho" López      | 9   | Ret |     | 12  |     |     |     |     |     |     |     |     | 0   |
| 28   | Eduardo Grinovero          |     |     | 16  | 9   |     |     | Ret |     |     |     |     |     | 0   |
| 29   | Alex Caffi                 |     |     |     |     |     |     |     |     |     |     | 9   |     | 0   |
| 30   | Anor Friedrich             | 10  | 10  | Ret |     |     | Ret | Ret | 12  | Ret | 11  |     |     | 0   |
| 31   | Josué de Mello Pimenta     | Ret | Ret | 10  | 20  |     | Ret | Ret | 15  | DNS | Ret | 11  | Ret | 0   |
| 32   | Gustavo Der Ohanessian     |     | Ret |     | 14  | Ret | 10  |     |     |     |     |     |     | 0   |
| 33   | Dárcio dos Santos          |     |     | Ret | Ret | Ret | Ret |     |     |     | 10  |     |     | 0   |
| 34   | Lucio D'Andrea             |     |     | 11  | 17  |     |     |     |     |     |     |     |     | 0   |
| 35   | Miguel Ángel Etchegaray    |     |     |     |     |     |     | 11  |     |     |     |     |     | 0   |
| 36   | Egon Einöder               | 12  | 12  |     |     |     |     |     |     |     |     |     |     | 0   |
| 37   | Raúl Castro                |     | 15  |     |     | 14  | 12  |     |     |     |     |     |     | 0   |
| 38   | Ricardo Grinovero          | 14  |     |     |     |     |     |     | Ret | Ret | 16  | Ret | Ret | 0   |
| 39   | Maria Cristina Rosito      |     |     |     |     | Ret | 14  |     |     |     |     |     |     | 0   |
| 40   | Gabriel Furlán             |     |     |     |     |     |     |     |     |     | DNS | 14  |     | 0   |
| 41   | Luis Pescador              |     |     |     | Ret |     |     |     |     |     |     |     | Ret | 0   |
| 42   | Daniel Candia              |     |     |     |     |     |     |     |     |     |     | Ret |     | 0   |
| 43   | Carlos Buffa               |     |     |     |     |     |     | DNS |     |     |     |     |     | 0   |
| Pos. | Piloto                     | PDE | TAR | SAL | RAF | BRA | GOI | BUE | SJU | AGR | GUA | PDE | MDP | Pts |

| Color     | Resultado                                                               |
| --------- | ----------------------------------------------------------------------- |
| Oro       | Ganador                                                                 |
| Plata     | 2.ª plaza                                                               |
| Bronce    | 3.ª plaza                                                               |
| Verde     | Finalizó en los puntos                                                  |
| Azul      | Finalizó sin puntos                                                     |
| Azul      | NC - No clasificado                                                     |
| Violeta   | Ret - No terminó (Carrera)                                              |
| Rojo      | DNQ - No se clasificó                                                   |
| Negro     | DSQ - Descalificado                                                     |
| Blanco    | DNS - No empezó (carrera)                                               |
| Blanco    | WD - Retirado (fin de semana)                                           |
| Blanco    | C - Carrera cancelada                                                   |
| Sin color | DNP - Inscrito pero no participó                                        |
| Sin color | INJ - Lesionado                                                         |
| Sin color | EX - Excluido                                                           |
| Estado    | Resultado                                                               |
| Negrita   | Pole position                                                           |
| Cursiva   | Vuelta rápida                                                           |
| †         | Abandona, pero clasifica al completar el porcentaje requerido para ello |